# Лункулансаари
Лункулансаари (фин. Lunkulansaari) — остров у северо-восточного побережья Ладожского озера, недалеко от поселка Салми. Длина острова составляет 17 км, ширина — 2-4 км. Северная часть острова отделена от материка заливом Лункуланлахти, южная часть почти вплотную прилегает к материку и отделена от него протокой.
В начале Великой Отечественной войны на остров 26 июля 1941 года высаживался советский десант, окончившийся неудачей.